# Terrorisme en 2003
Chronologie du terrorisme
- 1999
- 2000
- 2001
- 2002
- 2003
- 2004
- 2005
- 2006
- 2007

En 2003, il y a eu 1 262 attentats qui ont causé la mort de 3 271 personnes. C'est l'année du XXIe siècle faisant le moins de victimes.

## Événements

### Février
- 7 février, Colombie : un attentat à la voiture piégée à Bogota, sur le parking du club El Nogal, fait trente-deux morts et plus de deux cents blessés[2],[3].

### Mai
- 12 mai, Arabie saoudite : trois attentats à Riyad contre des intérêts occidentaux font vingt-neuf morts et près de blessés[4].
- 16 mai, Maroc : cinq attentats-suicide à Casablanca font quarante-cinq morts et une centaine de blessés[5].

### Juillet
- 5 juillet, Russie : un attentat-suicide lors d'un concert à Moscou fait quinze morts et une cinquantaine de blessés[6].
- 20 juillet, France : un double attentat à Nice, contre la direction régionale des Douanes, et la Trésorerie générale, fait seize blessés légers. L'attentat est revendiqué par le FLNC-UC[7].

### Août
- 5 août, Indonésie : une explosion d'une voiture piégée devant l'hôtel Marriott à Jakarta fait treize morts et plus d'une centaine de blessés[8].
- 7 août, Irak : l'explosion d'un camion piégé devant l'ambassade de Jordanie à Bagdad fait onze morts et une cinquantaine de blessés[9].
- 19 août, Irak : un camion piégé explose à côté du siège de l'ONU à Bagdad, faisant vingt-trois morts et une centaine de blessés. Sérgio Vieira de Mello, représentant des Nations unies, est tué dans l'attentat[10],[11].
- 25 août, Inde : deux attentats à la bombe à Bombay font quarante-quatre morts et plus de cent cinquante blessés[12].
- 29 août, Irak : un attentat à la voiture piégée devant le mausolée de l'imam Ali à Nadjaf fait au moins quatre-vingts morts et une centaine de blessés[13],[14].

### Octobre
- 27 octobre, Irak : cinq attentats en Irak contre quatre postes de police et le siège du comité international de la Croix-Rouge font une quarantaine de morts et plus de deux cents blessés[15],[16].

### Novembre
- 8 novembre, Arabie saoudite : une explosion dans un quartier d'habitation à Riyad fait dix-sept morts et cent vingt-deux blessés[17].
- 12 novembre, Irak : un camion piégé fonce sur le bâtiment principal de l'enceinte d'une base italienne à Nassiriya en Irak avant d'exploser. Le bilan est de vingt-six morts et une centaine de blessés[18],[19].
- 15 novembre, Turquie : la première vague d'une série d'attentats des milieux islamistes liés à Al-Qaïda frappe Istanbul : deux synagogues sont visées. Les explosions provoquent la mort de vingt personnes et font plus de deux cent cinquante blessés[20],[21].
- 20 novembre, Turquie : une seconde série d'attentats frappe Istanbul, visant la banque HSBC et le consulat général britannique. Ces attaques font vingt-sept morts — dont le consul général britannique Roger Short — et plus de quatre cent cinquante blessés[20],[22].
- 22 novembre, Irak : au moins dix-huit irakiens, en majorité des policiers, sont tués dans un double attentat-suicide à la voiture piégée contre des commissariats au nord de Bagdad[23].

### Décembre
- 5 décembre, Russie : un attentat-suicide dans un train au sud de la Russie fait au moins quarante morts et cent soixante-dix blessés[24].
- 14 décembre, Irak : l'explosion d'une voiture piégée devant le poste de police de Khalidiyah fait dix-huit morts et de nombreux blessés[25].
- 27 décembre, Irak : une série de quatre attentats à la voiture piégée à Kerbala fait dix-neuf morts et près de deux cents blessés[26].